# Washington Redskins 1969
La stagione 1969 dei Washington Redskins è stata la 38ª della franchigia nella National Football League e la 33ª a Washington. Sotto la direzione del capo-allenatore Vince Lombardi la squadra ebbe un record di 7-5-2, terminando seconda nella NFL Capitol e mancando i playoff per il 24º anno consecutivo. Sam Huff, un futuro membro della Pro Football Hall of Fame, tornò dal ritiro per giocare per Lombardi.

## Scelte nel Draft 1969
| Scelte dei Redskins nel Draft 1969 |        |                 |                  |                             |
| Giro                               | Scelta | Giocatore       | Ruolo            | College                     |
| 2                                  | 46     | Eugene Epps     | Defensive back   | Texas-El Paso               |
| 3                                  | 62     | Ed Cross        | Running back     | Pine Bluff                  |
| 5                                  | 114    | Bill Kishman    | Defensive back   | Colorado State              |
| 6                                  | 139    | Harold McLinton | Linebacker       | Southern                    |
| 7                                  | 166    | Jeff Anderson   | Running back     | Virginia                    |
| 7                                  | 173    | John Didion     | Center           | Oregon State                |
| 8                                  | 191    | Larry Brown     | Running back     | Kansas State                |
| 11                                 | 269    | Eric Norri      | Defensive tackle | Notre Dame                  |
| 12                                 | 295    | Bob Shannon     | Defensive back   | Tennessee State             |
| 13                                 | 322    | Michael Shook   | Defensive back   | North Texas                 |
| 14                                 | 347    | Rick Brand      | Defensive tackle | Virginia                    |
| 15                                 | 374    | Paul Rogers     | Tackle           | Virginia                    |
| 16                                 | 399    | Mike Washington | Linebacker       | Southern                    |
| 17                                 | 426    | Rich Dobbert    | Defensive end    | Springfield (Massachusetts) |

## Roster
| Roster dei Washington Redskins nel 1969 |
| --- |
| Quarterback - 16 Gary Beban - 9 Sonny Jurgensen - 13 Frank Ryan Running Back - 20 Gerry Allen - 43 Larry Brown - 26 Bob Brunet - 40 Dave Kopay Wide Receiver - 80 Bob Long - 47 Walter Roberts - 42 Charley Taylor Tight End - 88 Pat Richter - 87 Jerry Smith Offensive Linemen - 68 Willie Banks T - 51 John Didion C - 63 Steve Duich G - 56 Len Hauss C - 65 Vince Promuto G - 76 Walt Rock T - 62 Ray Schoenke G - 74 Jim Snowden T Defensive Linemen - 73 Frank Bosch DT - 79 Dennis Crane DT - 85 John Hoffman DE - 66 Carl Kammerer DE - 82 Clark Miller DE - 71 Spain Musgrove DE - 72 Joe Rutgens DT Linebacker - 57 Dave Crossan - 55 Chris Hanburger - 70 Sam Huff - 86 Marlin McKeever - 54 Tom Roussel Defensive Back - 41 Mike Bass CB - 46 Rickie Harris CB - 37 Pat Fischer CB - 40 Aaron Martin S - 23 Brig Owens S - 29 Ted Vactor - 24 Bob Wade CB Special Team - 4 Mike Bragg P - 5 Curt Knight K                                                                   |
| Legenda - I rookie sono in corsivo. - Il primo ruolo è il principale mentre gli eventuali successivi indicano i ruoli secondari. - (IR) sta per Injured Reserve ed indica la lista ristretta per un solo giocatore infortunato che può tornare ad allenarsi dopo la settimana 6 e a rientrare in prima squadra dopo che questa ha giocato 8 partite. - (NF-Inj.) / (NF-Ill.) stanno rispettivamente per Non-Football Injured e Non-Football Illness ed indicano le liste dove viene inserito un giocatore che ha un infortunio o una malattia non dipendente dal football americano. - (PUP) sta per Physically Unable to Perform ed indica la lista dove viene inserito un giocatore mentre è in attesa di recuperare la condizione fisica. Nella stagione regolare dopo la sesta partita giocata dalla propria squadra, il giocatore ha tempo tre settimane per riprendere ad allenarsi, più tre settimane aggiuntive dal suo rientro agli allenamenti per rientrare in prima squadra. |

## Calendario
| Stagione regolare |              |                        |           |        |                             |          |         |
| Turno             | Data         | Avversario             | Risultato | Record | Stadio                      | Pubblico | Sintesi |
| 1                 | 21 settembre | at New Orleans Saints  | V 26–20   | 1–0    | Tulane Stadium              | 73,147   | Recap   |
| 2                 | 28 settembre | at Cleveland Browns    | S 23–27   | 1–1    | Cleveland Municipal Stadium | 82,581   | Recap   |
| 3                 | 5 ottobre    | at San Francisco 49ers | P 17–17   | 1–1–1  | Kezar Stadium               | 35,642   | Recap   |
| 4                 | 12 ottobre   | St. Louis Cardinals    | V 33–17   | 2–1–1  | RFK Stadium                 | 50,481   | Recap   |
| 5                 | 19 ottobre   | New York Giants        | V 20–14   | 3–1–1  | RFK Stadium                 | 50,352   | Recap   |
| 6                 | 26 ottobre   | at Pittsburgh Steelers | V 14–7    | 4–1–1  | Pitt Stadium                | 46,557   | Recap   |
| 7                 | 2 novembre   | at Baltimore Colts     | S 17–41   | 4–2–1  | Memorial Stadium            | 60,238   | Recap   |
| 8                 | 9 novembre   | Philadelphia Eagles    | P 28–28   | 4–2–2  | RFK Stadium                 | 50,502   | Recap   |
| 9                 | 16 novembre  | Dallas Cowboys         | S 28–41   | 4–3–2  | RFK Stadium                 | 50,474   | Recap   |
| 10                | 23 novembre  | Atlanta Falcons        | V 27–20   | 5–3–2  | RFK Stadium                 | 50,345   | Recap   |
| 11                | 30 novembre  | Los Angeles Rams       | S 13–24   | 5–4–2  | DC Stadium                  | 50,352   | Recap   |
| 12                | 7 dicembre   | at Philadelphia Eagles | V 34–29   | 6–4–2  | Franklin Field              | 60,658   | Recap   |
| 13                | 14 dicembre  | New Orleans Saints     | V 17–14   | 7–4–2  | DC Stadium                  | 50,354   | Recap   |
| 14                | 21 dicembre  | at Dallas Cowboys      | S 10–20   | 7–5–2  | Cotton Bowl                 | 56,924   | Recap   |

Nota: gli avversari della propria division sono in grassetto.

## Classifiche
| NFL Capitol         |    |   |   |      |       |       |     |     |     |
|                     | V  | S | P | %    | DIV   | CONF  | PF  | PS  | STR |
| Dallas Cowboys      | 11 | 2 | 1 | .846 | 6–0   | 9–1   | 369 | 223 | V3  |
| Washington Redskins | 7  | 5 | 2 | .583 | 3–2–1 | 6–3–1 | 307 | 319 | S1  |
| New Orleans Saints  | 5  | 9 | 0 | .357 | 1–5   | 4–6   | 311 | 393 | V1  |
| Philadelphia Eagles | 4  | 9 | 1 | .308 | 1–4–1 | 4–5–1 | 279 | 377 | S4  |

Note: I pareggi non venivano conteggiati ai fini della classifica fino al 1972.